# La otra mirada
La otra mirada (inicialmente llamada Alma Mater) es una serie producida por Boomerang TV para la cadena española La 1. Está protagonizada por Macarena García, Patricia López Arnáiz, Ana Wagener y Cecilia Freire, entre otros. Aunque su estreno estaba previsto para verano de 2018, Televisión Española decidió adelantarlo al 25 de abril del mismo año.
El 25 de octubre de 2018, RTVE decidió renovar la serie por una segunda y última temporada de 8 capítulos pese a que sus índices de audiencia no fueron brillantes. Esta temporada contó con la notoria baja de Cecilia Freire como personaje principal, cubriendo su hueco la actriz Melina Matthews interpretando a una nueva profesora de la academia.

## Argumento
Ambientada en una academia para señoritas en la Sevilla de los años 20, muestra un centro de enseñanza aferrado a una forma inquebrantable de hacer las cosas y a las tradiciones propias de la ciudad y de los tiempos. Todo este universo y sus pilares se tambalean con la llegada de una nueva profesora, con una forma muy distinta de ver las cosas y que tiene un objetivo secreto relacionado directamente con la academia. La búsqueda de la propia voz de un grupo de mujeres será el destino de las protagonistas.

## Reparto[5]

### Primera temporada

#### Reparto principal
- Macarena García - Manuela Martín Casado
- Patricia López Arnáiz - Teresa Blanco Sánchez
- Ana Wagener - Luisa Fernández Mayoral
- Cecilia Freire - Ángela López Castaño

#### Reparto secundario
- Gloria Muñoz - Doña Manuela Casado García (Episodio 1 - Episodio 5, Episodio 7 - Episodio 8, Episodio 11, Episodio 13)
- Carlos Olalla - Don Pascual Martín (Episodio 1 - Episodio 4, Episodio 7 - Episodio 8, Episodio 13)
- Begoña Vargas - Roberta Luna Miñambres
- Lucía Díez - Margarita Ortega-Sánchez Camaño y López de Carrizosa
- Carla Campra - Flavia Cardesa González
- Paula de la Nieta - Macarena Panduro Alén
- Abril Montilla - María Jesús Junio Crespo
- Elena Gallardo - Candela Megía Rodas
- Juanlu González - Ramón
- Álvaro Mel - Tomás Peralta García de Blas (Episodio 1 - Episodio 5, Episodio 7 - Episodio 13)
- Pepa Gracia - Paula Alén (Episodio 3, Episodio 5, Episodio 7, Episodio 9, Episodio 12 - Episodio 13)
- Jordi Coll - Martín Arteaga Gómez-Berzosa (Episodio 3 - Episodio 4, Episodio 7 - Episodio 8, Episodio 11 - Episodio 13)
- Alejandro Sigüenza - David (Episodio 3, Episodio 5, Episodio 9, Episodio 11 - Episodio 13)
- José Pastor - Rafael "Rafita" Peralta García de Blas (Episodio 1 - Episodio 4, Episodio 7 - Episodio 8)
- José Luis Barquero - Álvaro Peralta García de Blas (Episodio 1 - Episodio 4, Episodio 7 - Episodio 8)
- Celia Freijeiro - María Antonia Miñambres (Episodio 5 - Episodio 6, Episodio 8, Episodio 13)
- Filipe Duarte - Vanildo "Nildo" Zacarías de Azevedo (Episodio 1 - Episodio 6, Episodio 13)

#### Reparto episódico
- José Emilio Vera - José Francisco Luna, padre de Roberta (Episodio 5 - Episodio 6, Episodio 8, Episodio 13)
- Pilar Cano - Susana González, madre de Flavia (Episodio 5, Episodio 7 - Episodio 8, Episodio 13)
- Ignacio Rosado - Padre de Flavia (Episodio 5, Episodio 7 - Episodio 8, Episodio 13)
- Raúl Ferrando - Enrique Hidalgo (Episodio 5, Episodio 7, Episodio 9, Episodio 12 - Episodio 13)
- Álvaro Sanz (Episodio 3, Episodio 9, Episodio 12 - Episodio 13)
- Rodrigo Sanmartín (Episodio 3, Episodio 9, Episodio 12 - Episodio 13)
- Gonzalo Casado (Episodio 3, Episodio 9, Episodio 12 - Episodio 13)
- José Luis Casado (Episodio 3, Episodio 9, Episodio 12 - Episodio 13)
- Ismael Segado (Episodio 3, Episodio 9, Episodio 12 - Episodio 13)
- Manuel Domínguez (Episodio 13)
- David Pavón (Episodio 12)
- María Rivero (Episodio 11)
- Paco Mora - Arcadio Pérez Fernández (Episodio 2, Episodio 4, Episodio 6, Episodio 10)
- Marcelo Casas (Episodio 10)
- Carolina García Herrera - Alicia Megía Rodas, hermana de Candela (Episodio 9)
- Nico Montoya (Episodio 9)
- José Luis Rasero (Episodio 9)
- Javier Mora - Don Rafael Peralta (Episodio 4 - Episodio 5, Episodio 7 - Episodio 8)
- Alberto González - Juez Fernando Lara Fandiño (Episodio 8)
- Marco Cáceres - Diego, ayudante de Ramón (Episodio 8)
- Gonzalo Molina (Episodio 8)
- Mercedes Arbizu - María de Maeztu (Episodio 7)
- Juan Carlos Villanueva - Padre de Teresa Blanco (Episodio 1, Episodio 5 - Episodio 6)
- Alberto Bejarano (Episodio 5 - Episodio 6)
- Cristina Sánchez-Cava - Rocío, secretaria de la Fábrica Peralta (Episodio 6)
- Elia Navaroa (Episodio 4)
- Mariví Carrillo (Episodio 4)
- Andrés Bernal (Episodio 3)
- Ángel Saavedra (Episodio 3)
- Antonio Reyes (Episodio 2)
- Olga Rodríguez (Episodio 2)
- Antonio Gómiz (Episodio 2)
- Alonso Bernal (Episodio 2)
- Pablo James Pacheco Hendry (Episodio 2)
- Fernando Cueto (Episodio 1)
- Eduardo Cervera (Episodio 1)
- Irene Moral (Episodio 1)
- Joao Compasso (Episodio 1)

### Segunda temporada

#### Reparto principal
- Macarena García - Manuela Martín Casado
- Patricia López Arnáiz - Teresa Blanco Sánchez
- Ana Wagener - Luisa Fernández Mayoral
- Melina Matthews - Carmen Lara

#### Reparto secundario
- Carla Campra - Flavia Cardesa González
- Lucía Díez - Margarita Ortega-Sánchez Camaño y López de Carrizosa
- Begoña Vargas - Roberta Luna Miñambres
- Abril Montilla - María Jesús Junio Crespo
- Paula de la Nieta - Macarena Panduro Alén
- Elena Gallardo - Candela Megía Rodas
- Dariam Coco - Inés
- Gloria Muñoz - Doña Manuela Casado García (Episodio 14/1, Episodio 16/3 - Episodio 21/8)
- Jordi Coll - Martín Arteaga Gómez-Berzosa (Episodio 14/1, Episodio 16/3 - Episodio 19/6, Episodio 21/8)
- Álvaro Mel - Tomás Peralta García de Blas
- Juanlu González - Ramón
- Javier Mora - Don Rafael Peralta (Episodio 14/1 - Episodio 15/2, Episodio 17/4, Episodio 19/6 - Episodio 21/8)
- César Vicente - Elías
- José Pastor - Rafael "Rafita" Peralta García de Blas (Episodio 15/2 - Episodio 19/6, Episodio 21/8)
- José Luis Barquero - Álvaro Peralta García de Blas (Episodio 15/2 - Episodio 16/3, Episodio 21/8)
- Carlos Olalla - Don Pascual Martín (Episodio 17/4 - Episodio 20/7)
- Paco Mora - Arcadio Pérez Fernández (Episodio 20/7)
- Raúl Ferrando - Enrique Hidalgo (Episodio 15/2, Episodio 17/4 - Episodio 20/7)
- Cecilia Freire - Ángela López Castaño (Episodio 14/1, Episodio 19/6)
- Pepa Gracia - Paula Alén (Episodio 19/6)
- Javier Ambrossi - Benito Padilla (Episodio 16/3)
- Javier Calvo - Jorge Merlot (Episodio 16/3)
- Joaquín Notario - Vicente Martínez (Episodio 14/1 - Episodio 16/3, Episodio 18/5; Episodio 20/7 - Episodio 21/8)
- Celia Freijeiro - María Antonia Miñambres (Episodio 14/1, Episodio 17/4)

#### Reparto episódico
- Oti Manzano - Dolores (Episodio 21/8)
- Elías Pelayo (Episodio 21/8)
- Antonio Cantos (Episodio 21/8)
- Silvia Aranda - Mujer de Rafael Peralta (Episodio 21/8)
- Carlos Navarro (Episodio 21/8)
- Daniela Saludes - Catalina (Episodio 20/7)
- Diego Godoy (Episodio 20/7)
- Luis Fernando Alvés - Pedro Muniesa (Episodio 19/6)
- Óscar Ortuño - Alumno de Madrid (Episodio 19/6)
- Iván Sánchez - Sergio (Episodio 19/6)
- Mª Ángeles Gómez (Episodio 18/5)
- Ignacio Rosado -  Padre de Flavia (Episodio 18/5)
- Nicolás Montoya - Compañero de Vicente (Episodio 15/2, Episodio 18/5)
- Olga Lozano (Episodio 18/5)
- Jesús Agudo - Amante de Manuela (Episodio 18/5)
- Marta Ansino - María (Episodio 18/5)
- Miriam Serrano (Episodio 18/5)
- Alberto Reina (Episodio 18/5)
- Vicente Vergara (Episodio 17/4)
- Mauricio Bautista (Episodio 17/4)
- Omar Zaragoza - Fidel (Episodio 16/3)
- Rodrigo San Pedro (Episodio 16/3)
- Paloma Mariscal (Episodio 16/3)
- Aitor Sánchez (Episodio 16/3)
- Antonio Márquez (Episodio 14/1)
- Candela Fernández - Nieves (Episodio 14/1)
- Juan Navas (Episodio 14/1)
- Rafa Tubio (Episodio 14/1)
- Luis Hens (Episodio 14/1)
- Pedro López (Episodio 14/1)
- Francisco José Arcona (Episodio 14/1)

## Episodios y audiencias
| Temporada | Temporada | Episodios | Estreno             | Final               | Audiencia media | Audiencia media | Audiencia media |
| Temporada | Temporada | Episodios | Estreno             | Final               | Espectadores    | Cuota           |                 |
| --------- | --------- | --------- | ------------------- | ------------------- | --------------- | --------------- | --------------- |
|           | 1         | 13        | 25 de abril de 2018 | 25 de julio de 2018 | 1 418 000       | 9,0%            |                 |
|           | 2         | 8         | 27 de mayo de 2019  | 15 de julio de 2019 | 1 362 000       | 9,2%            |                 |
| Total     | Total     | 21        | 25 de abril de 2018 | 15 de julio de 2019 | 1 390 000       | 9,1%            |                 |

### Primera temporada (2018)
| N.º (serie) | N.º (temp.) | Título                           | Director(es)             | Guionista(as)                              | Fecha de emisión    | Audiencia         |
| ----------- | ----------- | -------------------------------- | ------------------------ | ------------------------------------------ | ------------------- | ----------------- |
| 1           | 1           | «Tabaco, pantalones y jazz»      | Luis Santamaría          | Jaime Vaca y María López Castaño           | 25 de abril de 2018 | 1 620 000 (9,6%)  |
| 2           | 2           | «Un voto de confianza»           | Pablo Guerrero           | María López Castaño y Alberto Manzano Ruiz | 2 de mayo de 2018   | 1 674 000 (10,1%) |
| 3           | 3           | «Retratos en tonos pastel»       | Fernando González Molina | Alba Lucio                                 | 9 de mayo de 2018   | 1 750 000 (10,7%) |
| 4           | 4           | «Derecho a la intimidad»         | Pablo Guerrero           | Mario Parra                                | 16 de mayo de 2018  | 1 698 000 (10,4%) |
| 5           | 5           | «La vida que quiero vivir»       | Luis Santamaría          | María López Castaño y Alberto Manzano Ruiz | 23 de mayo de 2018  | 1 376 000 (8,0%)  |
| 6           | 6           | «Una segunda oportunidad»        | Pablo Guerrero           | Alba Lucio                                 | 30 de mayo de 2018  | 1 342 000 (7,8%)  |
| 7           | 7           | «Pienso en mí»                   | Mar Olid                 | Mario Parra                                | 6 de junio de 2018  | 1 353 000 (7,8%)  |
| 8           | 8           | «La primera y la última palabra» | Luis Santamaría          | María López Castaño                        | 20 de junio de 2018 | 1 575 000 (9,9%)  |
| 9           | 9           | «Viacrucis»                      | Pablo Guerrero           | Alba Lucio                                 | 27 de junio de 2018 | 1 326 000 (8,6%)  |
| 10          | 10          | «Déjalo ir»                      | Mar Olid                 | Mario Parra                                | 4 de julio de 2018  | 1 168 000 (7,9%)  |
| 11          | 11          | «El espejo en el que me miro»    | Pablo Guerrero           | Mario Parra y Jaime Vaca                   | 11 de julio de 2018 | 1 180 000 (7,9%)  |
| 12          | 12          | «Ser mujer»                      | Mar Olid                 | Alba Lucio                                 | 18 de julio de 2018 | 1 108 000 (8,1%)  |
| 13          | 13          | «Alma mater»                     | Luis Santamaría          | Jaime Vaca y María López Castaño           | 25 de julio de 2018 | 1 265 000 (9,9%)  |

#### Teresa y Roberta
Especial emitido en el ecuador de la temporada en el que se recogen los principales acontecimientos sucedidos a sus protagonistas de cara al juicio de Roberta Luna del octavo capítulo.
| Programa emitido | Programa emitido | Programa emitido | Programa emitido  | Programa emitido |
| N.º              | Fecha de emisión | Espectadores     | Cuota de pantalla |                  |
| ---------------- | ---------------- | ---------------- | ----------------- | ---------------- |
| 1                | 13/06/2018       | 1 321 000        | 7,8%              |                  |

#### Retratos con alma
Espacio conducido por Isabel Gemio que aborda los distintos temas que se van tocando en la serie, haciendo un paralelismo entre las historias de la ficción e historias reales de mujeres contemporáneas que sufren las mismas dificultades. Además, recoge el testimonio de mujeres pioneras en distintos ámbitos (la primera taxista, votante en unas elecciones...).
| Programas emitidos | Programas emitidos | Programas emitidos       | Programas emitidos | Programas emitidos |
| N.º                | Fecha de emisión   | Título del programa      | Espectadores       | Cuota de pantalla  |
| ------------------ | ------------------ | ------------------------ | ------------------ | ------------------ |
| 1                  | 25/04/2018         | Las libertades           | 750 000            | 6,6%               |
| 2                  | 02/05/2018         | El sufragio femenino     | 773 000            | 7,1%               |
| 3                  | 09/05/2018         | Las apariencias          | 662 000            | 6,5%               |
| 4                  | 16/05/2018         | La sexualidad            | 764 000            | 7,3%               |
| 5                  | 23/05/2018         | La familia               | 662 000            | 5,7%               |
| 6                  | 30/05/2018         | El trabajo               | 493 000            | 4,4%               |
| 7                  | 06/06/2018         | La educación             | 626 000            | 5,5%               |
| 8                  | 20/06/2018         | La mirada de los hombres | 681 000            | 6,8%               |

### Segunda temporada (2019)
| N.º (serie) | N.º (temp.) | Título                | Dirección                                   | Guionista(as)                          | Fecha de emisión    | Audiencia         |
| ----------- | ----------- | --------------------- | ------------------------------------------- | -------------------------------------- | ------------------- | ----------------- |
| 14          | 1           | «Miedo al otro»       | Luis Santamaría                             | Alba Lucio e Irene Rodríguez           | 27 de mayo de 2019  | 1 611 000 (10,4%) |
| 15          | 2           | «Lo que espero de mí» | Pablo Guerrero                              | Tatiana Rodríguez                      | 3 de junio de 2019  | 1 571 000 (10,2%) |
| 16          | 3           | «Vuestra historia»    | Pablo Guerrero                              | Ana Muniz da Cunha                     | 10 de junio de 2019 | 1 561 000 (10,1%) |
| 17          | 4           | «Mujeres olvidadas»   | Carlos Navarro Ballesteros                  | Irene Rodríguez                        | 17 de junio de 2019 | 1 358 000 (9,0%)  |
| 18          | 5           | «Baile de máscaras»   | Carlos Navarro Ballesteros                  | Ana Muniz da Cunha                     | 24 de junio de 2019 | 1 447 000 (9,8%)  |
| 19          | 6           | «Tengo un sueño»      | Pablo Guerrero                              | Alba Lucio y Tatiana Rodríguez         | 1 de julio de 2019  | 1 174 000 (8,5%)  |
| 20          | 7           | «No hay fracaso»      | Carlos Navarro Ballesteros                  | Tatiana Rodríguez y Ana Muniz da Cunha | 8 de julio de 2019  | 998 000 (6,6%)    |
| 21          | 8           | «Desde dentro»        | Carlos Navarro Ballesteros y Pablo Guerrero | Alba Lucio e Irene Rodríguez           | 15 de julio de 2019 | 1 178 000 (8,8%)  |

#### Retratos con alma
| Programas emitidos | Programas emitidos | Programas emitidos                | Programas emitidos | Programas emitidos |
| N.º                | Fecha de emisión   | Título del programa               | Espectadores       | Cuota de pantalla  |
| ------------------ | ------------------ | --------------------------------- | ------------------ | ------------------ |
| 1                  | 27/05/2018         | La mujer en pareja                | 742 000            | 7,1%               |
| 2                  | 03/06/2018         | La discriminación contra la mujer | 719 000            | 7,1%               |
| 3                  | 10/06/2018         | La mujer en las artes             | 612 000            | 5,8%               |
| 4                  | 17/06/2018         | La mirada del hombre              | 632 000            | 6,5%               |
| 5                  | 24/06/2018         | La maternidad                     | 697 000            | 6,9%               |
| 6                  | 01/07/2018         | La mujer en un mundo de hombres   | 479 000            | 5,0%               |
| 7                  | 08/07/2018         | Sueños cumplidos                  | 468 000            | 4,7%               |
| 8                  | 15/07/2018         | Las primeras                      | 495 000            | 5,0%               |